# Alfredo Macario Lorca
Alfredo Macario Lorca Valencia (Chillán, 1912-Santiago, 24 de diciembre de 1989) fue un abogado y político democristiano chileno.

## Biografía
Hijo de Alberto Lorca Manterola y Auristela Valencia González. Se casó en Santiago el 15 de octubre de 1946 con Teresa Morales Núñez, con quien tuvo una hija, María Teresa.
Educado en el Seminario de Chillán. Estudió Derecho en la Pontificia Universidad Católica de Chile, titulándose de abogado con la tesis "La Acción Pauliana en el Derecho Romano", en 1955. En su actividad laboral fue propietario de una firma importadora y comercial. Además fue consejero de la Caja de Habitación Popular.
Inició sus actividades políticas al ingresar a la Falange Nacional en 1939 como dirigente. Posteriormente, ingresó a la Democracia Cristiana en 1957, siendo miembro fundador, e inauguró el departamento sindical de su partido. También trabajó en la Central Única de Trabajadores de Chile, contribuyendo a su formación.
Fue electo Diputado por la 7ª agrupación departamental, 2.º distrito de Santiago, para el período 1957-1961. Integró las Comisiones de Agricultura y Colonización, de Vías y Obras Públicas, de Gobierno Interior, de Hacienda, de Educación Física, de Trabajo y Legislación Social, de Educación Pública, de Policía Interior y de Constitución, Legislación y Justicia.
Fue reelecto en el cargo para el período 1961-1965, y figuró además en las Comisiones de Relaciones Exteriores, y de Vivienda y Urbanismo. En 1965 viajó como Delegado de Chile a la 20ª Asamblea General de las Naciones Unidas, celebrada en Nueva York, Estados Unidos.
Nuevamente reelecto para el período 1965-1969. Fue parte de las Comisiones de Gobierno Interior, de Hacienda, de Trabajo y Legislación Social, de Agricultura y Colonización, de Vivienda y Urbanismo, de Economía y Comercio, y de Constitución, Legislación y Justicia. Se desempeñó como Presidente de la Cámara de Diputados, entre 1967 y 1968.
En 1969 fue electo Senador por la 10ª agrupación provincial de Chiloé, Aysén y Magallanes. Participó en las Comisiones de Gobierno, de Policía Interior, de Obras Públicas y de Educación Pública. Su escaño era de reciente creación por lo cual le correspondió elección por cuatro años en un primero período.
Fue reelecto como senador para el periodo 1973-1981, interrumpido por el golpe de Estado del 11 de septiembre de 1973. Integró la comisión permanente de Hacienda, Economía y Comercio y Relaciones Exteriores.
Durante la dictadura militar, colaboró con el régimen en materia legal y política, hasta 1977, año en que la Democracia Cristiana pasa a la clandestinidad. Posterior a eso se retira de la vida pública y fallece en 1989.